# Condado de Vernon (Wisconsin)
O Condado de Vernon é um dos 72 condados do Estado americano do Wisconsin. A sede do condado é Viroqua, e sua maior cidade é Viroqua. O condado possui uma área de 2 114 km² (dos quais 56 km² estão cobertos por água), uma população de 28 056 habitantes, e uma densidade populacional de 14 hab/km² (segundo o censo nacional de 2000). O condado foi fundado em 1851.